# Neulengbach
Neulengbach – miasto w Austrii, w kraju związkowym Dolna Austria, w powiecie St. Pölten-Land. Liczy 7 940 mieszkańców (1 stycznia 2014). W roku 2000 miejscowość otrzymała prawa miejskie.
Klub piłki nożnej w mieście to SV Neulengbach.